# Джузеппе Бальдіні
Джузеппе Бальдіні (італ. Giuseppe Baldini, 11 березня 1922, Руссі — 25 листопада 2009, Генуя) — італійський футболіст, що грав на позиції нападника, зокрема за «Сампдорію» та національну збірну Італії. Один із найкращих бомбардирів італійського футболу другої половини 1940-х.
По завершенні ігрової кар'єри — тренер.

## Клубна кар'єра
У дорослому футболі дебютував 1938 року виступами за команду «Понтедера», в якій провів один сезон.
Наступного року перейшов до «Фіорентини», за яку дебютував в іграх Серії A, а із сезону 1940/41 вже був її основним гравцем.
Згодом в сезоні 1942/43 грав за «Амброзіану-Інтер», а в турнірах воєнного часу грав за «Фаенцу».
З відновленням повноцінних загальнонаціональних футбольних змагань у повоєнній Італії 1945 року став гравцем команди «Андреа Доріа». 1946 року клуб об'єднався із «Самп'єрдаренезе», і гравець продовжив кар'єру в утворенній таким злиттям «Сампдорії». За новостворену команду провів чотири сезони, протягом перших трьох із яких був серед найкращих бомбардирів не лише команди, але й Серії A загалом, забиваючи щонайменше 15 голів за сезон.
Згодом сезон 1950/51 провів у складі «Дженоа», наступні два сезони захищав кольори «Комо», після чого 1953 року повернувся до «Сампдорії».
У другій половині 1950-х знову виступав за «Комо», команда якого протягом цього періоду своєї історії грала у другому дивізіоні. за п'ять сезонів взяв участь у понад 100 іграх, забивши 38 голів, після чого у 1960 році завершив ігрову кар'єру.

## Виступи за збірну
1949 року провів свою єдину офіційну гру у складі національної збірної Італії.

## Кар'єра тренера
Розпочав тренерську кар'єру відразу ж по завершенні кар'єри гравця, 1960 року, залившись у «Комо», де отримав посаду головного тренера.
Протягом сезону 1963/64 тренував «Пістоєзе», після чого 1965 року очолив тренерський штаб ще однієї своєї колишньої команди,  «Сампдорії».
Надалі працював із командами ще декількох італійських клубів, останнім з яких 1977 року був «Авелліно».
Помер 25 листопада 2009 року на 88-му році життя в Генуї.

## Статистика виступів

### Статистика клубних виступів
| Сезон                  | Команда                | Чемпіонат              | Чемпіонат | Чемпіонат |
| Сезон                  | Команда                | Ліга                   | Ігор      | Голів     |
| ---------------------- | ---------------------- | ---------------------- | --------- | --------- |
| 1939–40                | «Фіорентина»           | A                      | 5         | 1         |
| 1940–41                | «Фіорентина»           | A                      | 27        | 5         |
| 1941–42                | «Фіорентина»           | A                      | 19        | 2         |
| Усього за «Фіорентину» | Усього за «Фіорентину» | Усього за «Фіорентину» | 51        | 8         |
| 1942–43                | «Амброзіана-Інтер»     | A                      | 25        | 6         |
| 1944                   | «Фаенца»               | A-I                    | 10        | 8         |
| 1945–46                | «Андреа Доріа»         | ЧІ                     | 23        | 13        |
| 1946–47                | «Сампдорія»            | A                      | 37        | 18        |
| 1947–48                | «Сампдорія»            | A                      | 35        | 15        |
| 1948–49                | «Сампдорія»            | A                      | 36        | 15        |
| 1949–50                | «Сампдорія»            | A                      | 21        | 7         |
| 1950–51                | «Дженоа»               | A                      | 31        | 6         |
| 1951–52                | «Комо»                 | A                      | 28        | 13        |
| 1952–53                | «Комо»                 | A                      | 26        | 6         |
| 1953–54                | «Сампдорія»            | A                      | 29        | 8         |
| 1954–55                | «Сампдорія»            | A                      | 28        | 10        |
| Усього за «Сампдорію»  | Усього за «Сампдорію»  | Усього за «Сампдорію»  | 186       | 73        |
| 1955–56                | «Комо»                 | B                      | 34        | 7         |
| 1956–57                | «Комо»                 | B                      | 30        | 10        |
| 1957–58                | «Комо»                 | B                      | 15        | 7         |
| 1958–59                | «Комо»                 | B                      | 22        | 11        |
| 1959–60                | «Комо»                 | B                      | 10        | 3         |
| Усього за «Комо»       | Усього за «Комо»       | Усього за «Комо»       | 165       | 57        |
| Усього за кар'єру      | Усього за кар'єру      | Усього за кар'єру      | 491       | 171       |

### Статистика виступів за збірну
| Дата      | Місто | Господарі | Результат | Гості      | Турнір           | Голи | Примітки |
| --------- | ----- | --------- | --------- | ---------- | ---------------- | ---- | -------- |
| 27-2-1949 | Генуя | Італія    | 4 – 1     | Португалія | товариський матч | -    |          |
| Усього    |       | Матчів    | 1         |            | Голів            | 0    |          |

## Титули і досягнення
- Володар Кубка Італії (1):

«Фіорентина»: 1939-1940